# بتانی بنز
بتانی بنز (انگلیسی: Bethany Benz؛ زاده ۱ دسامبر ۱۹۸۶) بازیگر پورنوگرافی نیجریه‌ای-اوکراینی است.